# Enrico Cannata
Enrico Cannata (Milano, 20 ottobre 1953 – Parma, 11 ottobre 2022) è stato un calciatore italiano, di ruolo centrocampista.

## Carriera
Ha giocato tra il 1971 e il 1974 con il Legnano (per un totale di 49 presenze e 5 reti in Serie C1).
Nel 1974-1975 disputa ancora la Serie C con il Riccione (30 presenze e 5 reti), mentre nel 1975-1976 è al Benevento (29 gare e 3 gol).
Dal 1976 passa al Pisa dove in tre anni disputa 93 partite segnando 12 reti in Serie C e contribuisce alla promozione in Serie B nel 1979, la stagione seguente in cadetteria disputa 30 presenze e segna 2 reti con i nerazzurri. Nel 1980 si trasferisce al Taranto dove gioca da titolare ancora in Serie B.
Nel 1981 passa al Parma, dove in due stagioni disputa 51 partite in Serie C1, segnando 16 reti.
In carriera ha totalizzato complessivamente 65 presenze e 7 reti in Serie B.
È morto a Parma l'11 ottobre 2022 dopo una grave malattia.

## Palmarès

### Club

#### Competizioni nazionali
- Serie C1: 2

Pisa: 1978-1979
Parma: 1983-1984